# Mayor of Kingstown
Mayor of Kingstown è una serie televisiva statunitense del 2021 creata da Taylor Sheridan e Hugh Dillon.
La serie è stata presentata in anteprima il 14 novembre 2021 su Paramount+. Nel febbraio 2022, è stata rinnovata per una seconda stagione, distribuita il 15 gennaio 2023. In Italia la prima stagione ha debuttato il 15 settembre 2022, mentre la seconda è stata distribuita dal 16 marzo al 18 maggio 2023.

## Trama
I fratelli Kyle, Mitch e Mike McLusky gestiscono le relazioni tra la gente di Kingstown, una città aziendale nell'isola del Michigan, e i detenuti delle molteplici prigioni della città, tentando di mantenere l'ordine e l'equilibrio nonostante abbiano a che fare con assassini, spacciatori e la mafia russa.

## Episodi
| Stagione         | Episodi | Pubblicazione USA | Pubblicazione Italia |
| ---------------- | ------- | ----------------- | -------------------- |
| Prima stagione   | 10      | 2021-2022         | 2022                 |
| Seconda stagione | 10      | 2023              | 2023                 |
| Terza stagione   | 10      | 2024              | 2024                 |

## Personaggi e interpreti
- Mike McLusky (stagioni 1-3), interpretato da Jeremy Renner
È il "sindaco" tra le gang della città; è il secondo fratello dei McLusky.
- Ian Ferguson (stagioni 1-3), interpretato da Hugh Dillon
È il detective della polizia di Kingstown.
- Deverin "Bunny" Washington (stagioni 1-3), interpretato da Tobi Bamtefa
È il boss della gang dei neri di Kingstown.
- Kyle McLusky (stagioni 1-3), interpretato da Taylor Handley
È il detective della polizia di Kingstown; è il fratello minore dei McLusky.
- Iris (stagioni 1-3), interpretata da Emma Laird
È l'escort di Milo Sunter (fino alla fine della prima stagione); stripper del locale (dalla seconda stagione); hostess del locale di Noskov (dalla terza stagione); nel finale della stagione muore in autobus alla fermata.
- Stevie (stagioni 1-3), interpretato da Derek Webster
È il detective della polizia di Kingstown.
- Robert Sawyer (stagioni 1-3), interpretato da Hamish Allan-Headley
È il capo della SWAT di Kingstown.
- Mariam McLusky (stagioni 1-2), interpretata da Dianne Wiest
È la madre dei McLusky; docente nelle carceri femminili di Kingstown; viene uccisa nel finale della seconda stagione.
- Milo Sunter (stagioni 1-2; ricorrente 3), interpretato da Aidan Gillen
È il boss della mafia russa di Kingstown. Nel finale della seconda stagione viene presunto ucciso da una bomba sulla nave; nel 9° episodio viene scoperto che è vivo; nel finale della terza stagione viene ucciso dal sindaco Mike.
- Tracy McLusky (stagioni 1-3), interpretata da Nishi Munshi
È la moglie di Kyle McLusky; è infermiera del carcere femminile.
- Rebecca (stagioni 1-3), interpretata da Nichole Galicia
È la segreteria del "sindaco" di Kingstown.
- Kareem Moore (stagioni 1-3), interpretato da Michael Beach
È il capo delle guardie carcieri di Kingstown nella 1° e 2° stagione; dalla terza stagione è direttore del carcere Millhaven, viene ucciso da un gruppo di detenuti ariani.
- Evelyn (stagioni 1-3), interpretata da Necar Zadegan
È l'assistente del procuratore di Kingstown; dalla terza stagione è la procuratrice di Kingstown.
- P-Dog (stagione 1), interpretato da Pha'rez Lass
È stato il membro della gang di Kingstown.
- Mitch McLusky (stagione 1), interpretato da Kyle Chandler
Era il "sindaco" tra le gang della città; è il fratello maggiore dei McLusky; viene ucciso nel primo episodio della prima stagione.
- Konstantin Noskov (stagione 3), interpretato da Yorick van Wageningen
È il nuovo boss della mafia russa di Kingstown dopo la morte di Milo Sunter
- Carney (stagione 3), interpretato da Lane Garrison.
È un guardacarceriere della Millhaven.
- Kevin Jackson (stagione 3), interpretato da Denzel Irby.
È un agente penitenzario.
- Merle Callahan (st. 3), interpretato da Richard Brake.
È il leader degli ariani.

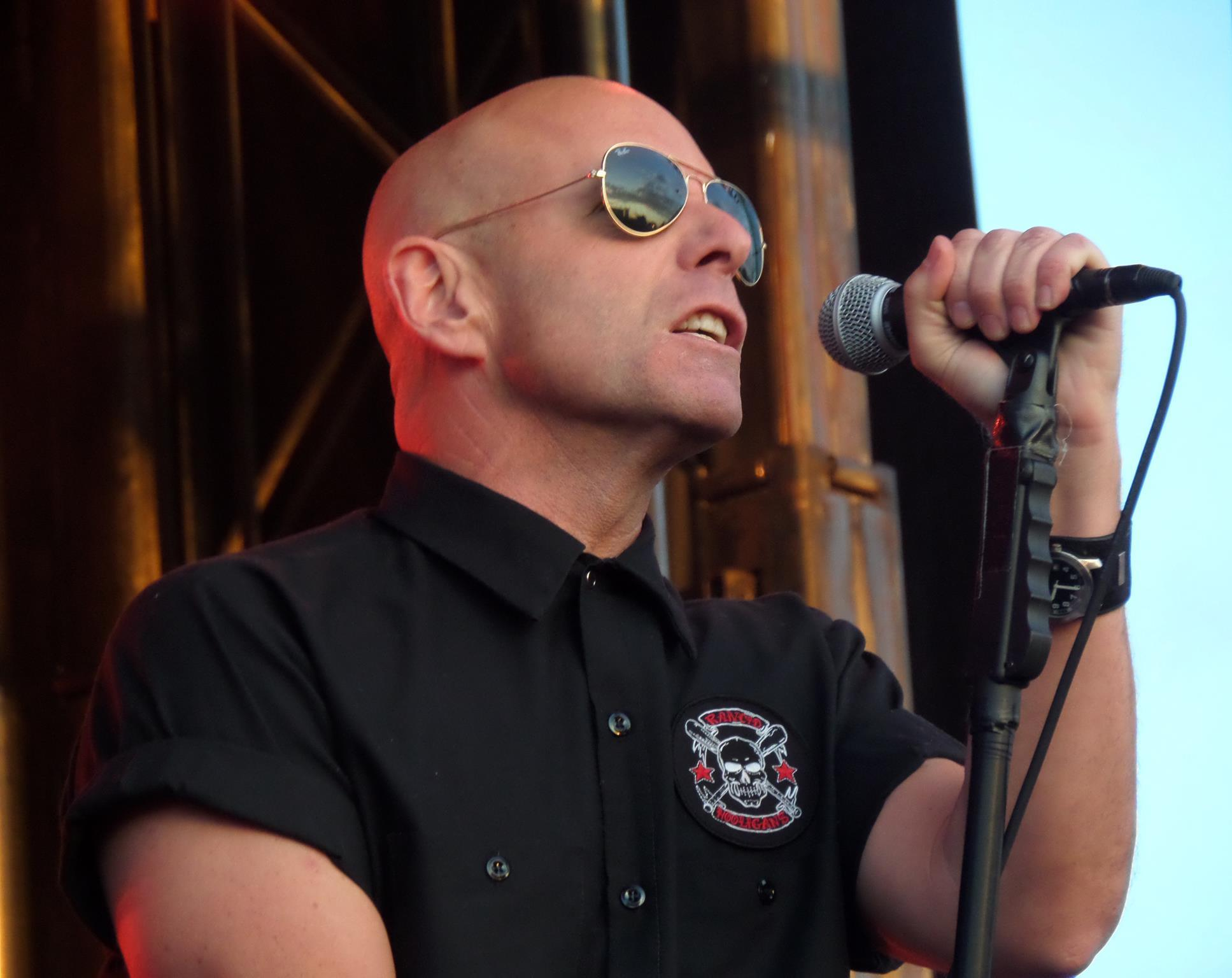
Hugh Dillon
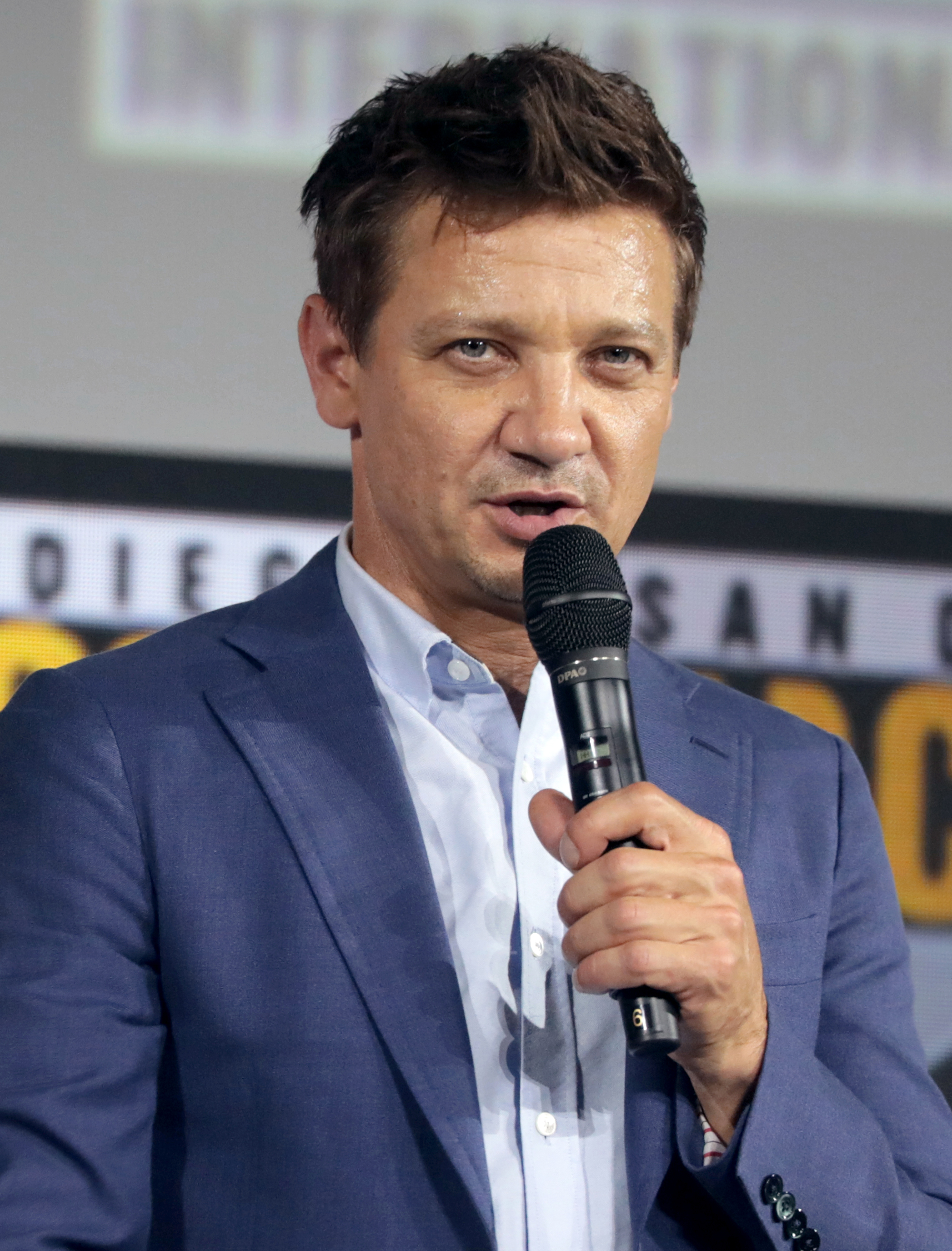
Jeremy Renner
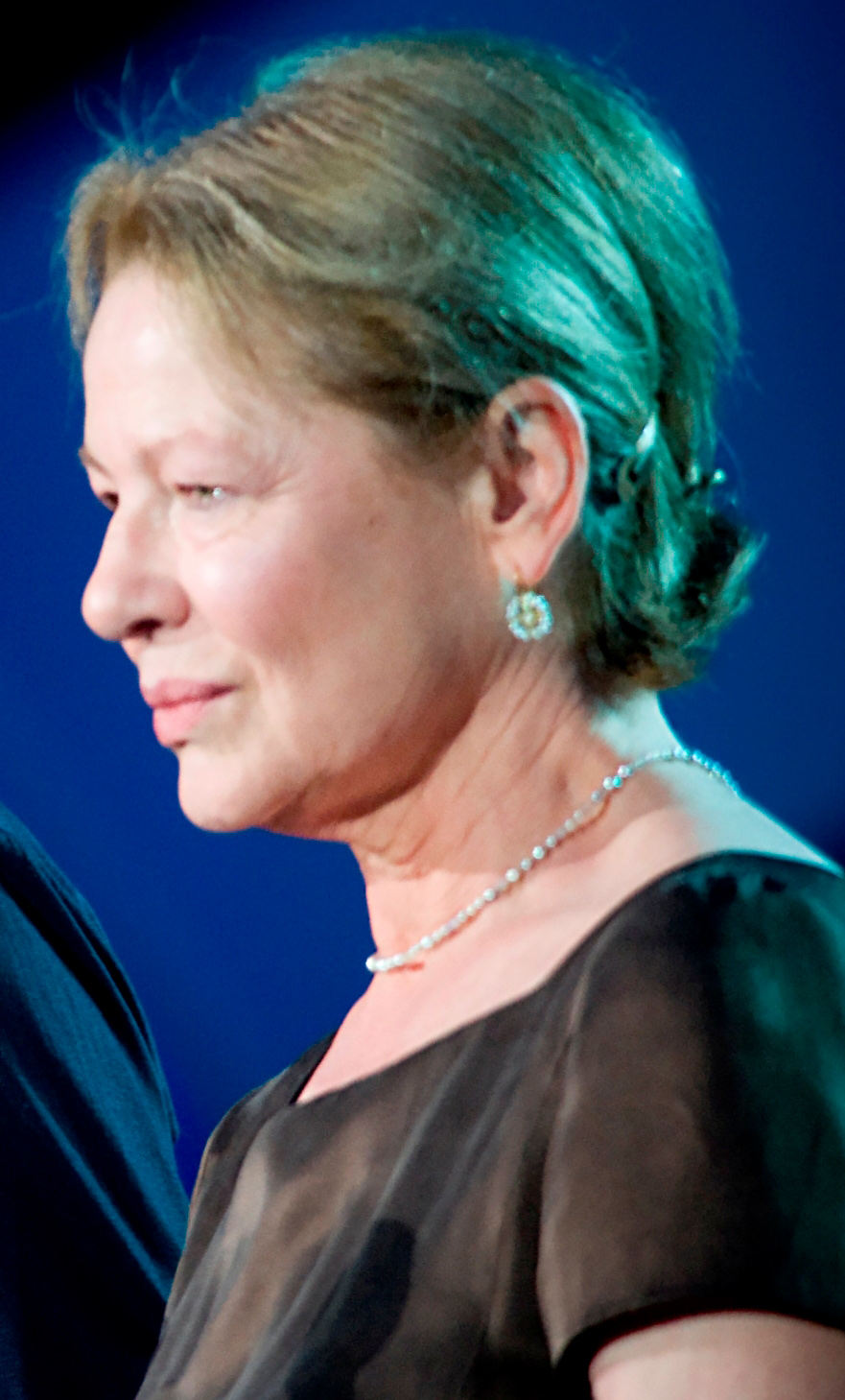
Dianne Wiest
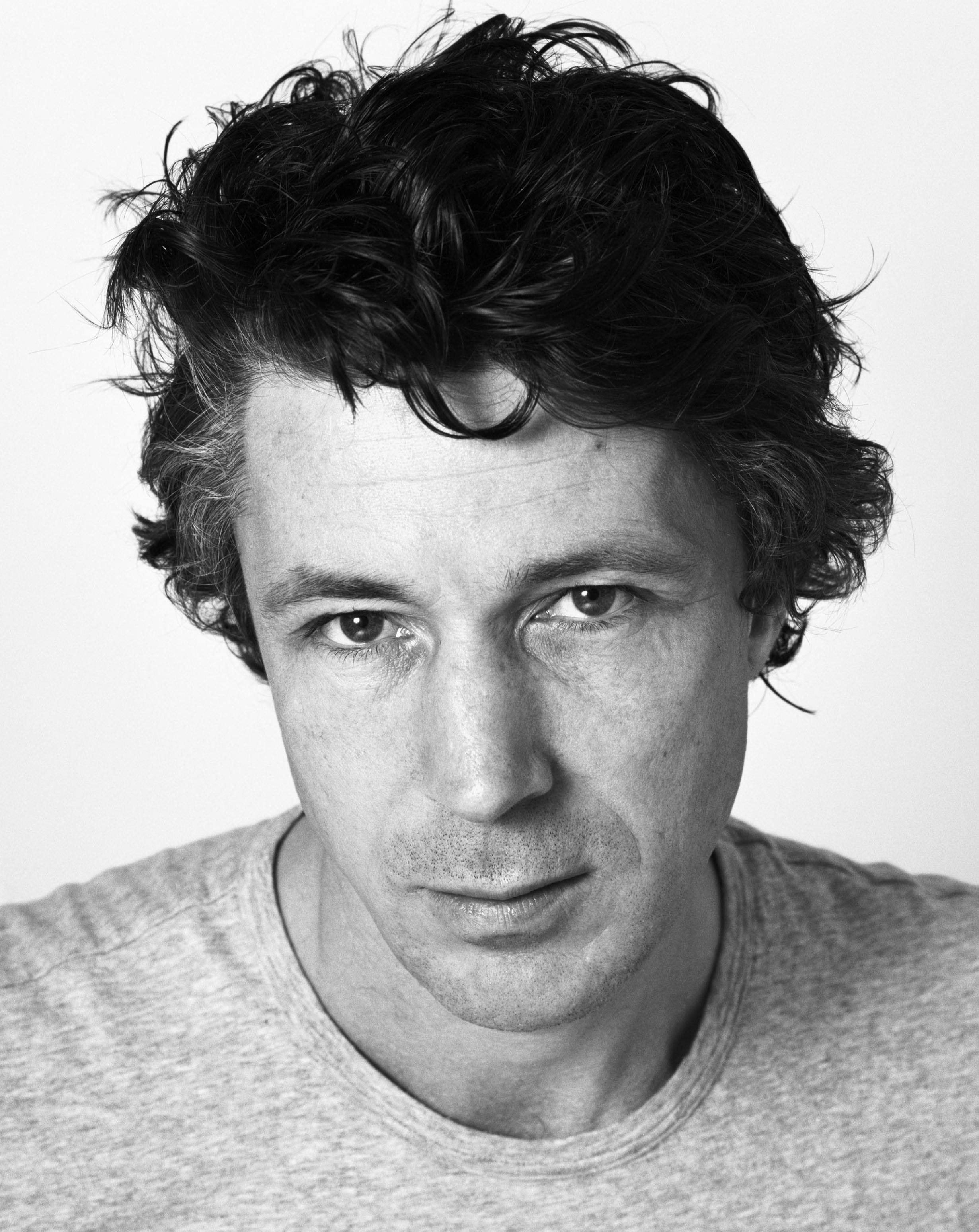
Aidan Gillen
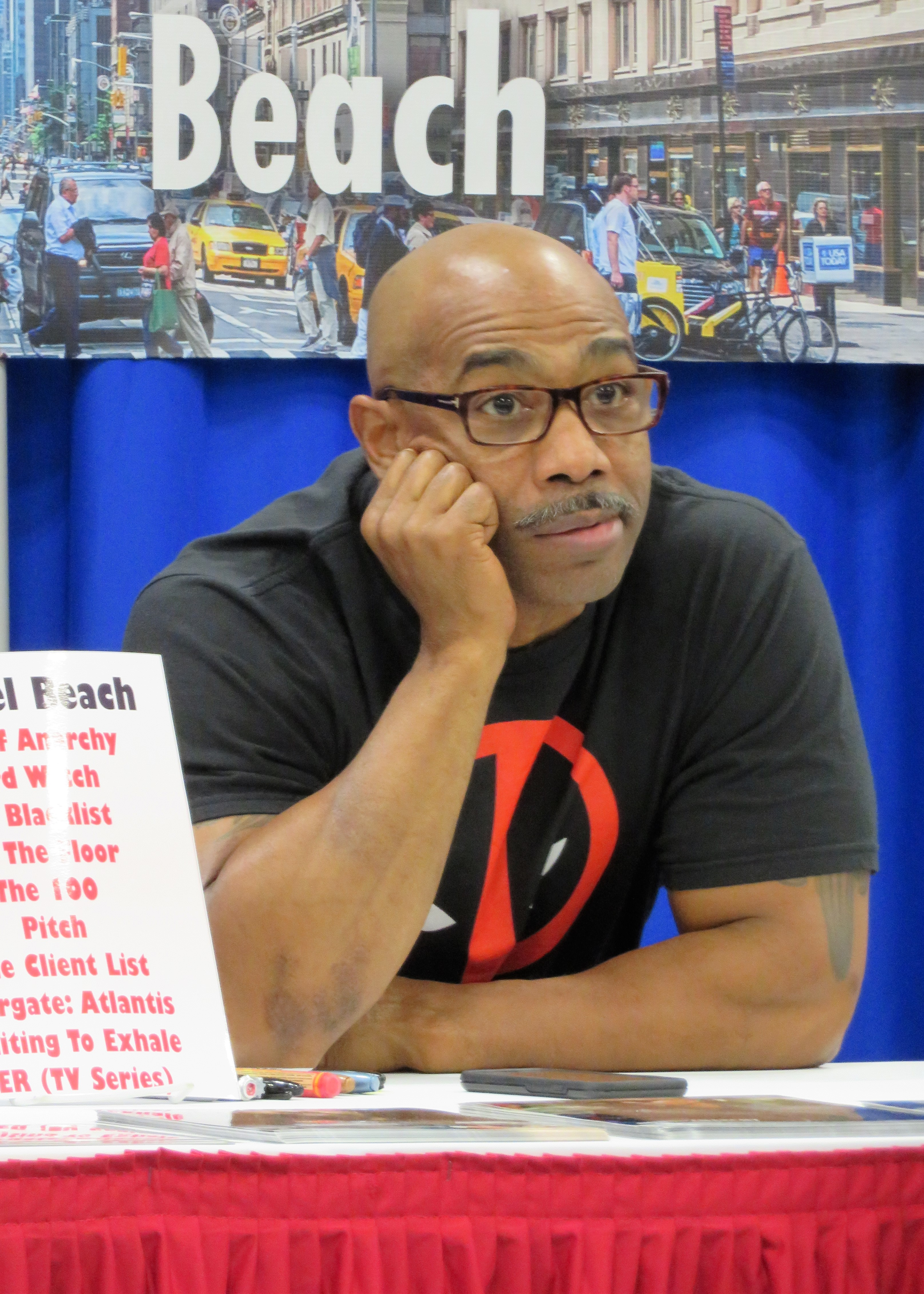
Michael Beach
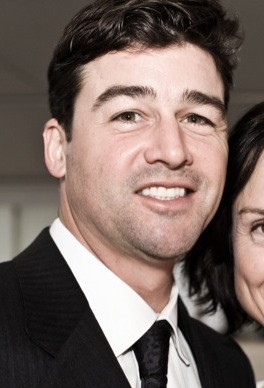
Kyle Chandler

## Produzione
Paramount Network ha ordinato la serie nel gennaio 2020. Nel febbraio 2021 la serie venne trasferita su Paramount+ mentre Jeremy Renner venne scelto come protagonista. A marzo Dianne Wiest si aggiunse al cast. Emma Laird, Derek Webster e Taylor Handley si aggiunsero al cast ad aprile. Il co-creatore della serie Hugh Dillon si è unito al cast insieme a Pha'rez Lass e Tobi Bamtefa a maggio. Ad agosto, dopo l'uscita di un teaser poster, è stata rivelata la partecipazione di Kyle Chandler mentre Aidan Gillen e Hamish Allan-Headley si sono uniti al cast. Il 1 febbraio 2022 la serie è stata rinnovata per una seconda stagione.
Le riprese della prima stagione si sono svolte dal 17 maggio al 4 ottobre 2021 agli Stratagem Studios di Toronto; ad Hamilton, Burlington e Kingston, in Ontario; e nel penitenziario di Kingston.
Nel giugno 2022, le riprese della seconda stagione si sono svolte a Lampe Marina e Presque Isle Bay nei pressi di Erie, in Pennsylvania.
Il 6 settembre 2023 la serie è stata rinnovata per una terza stagione, le cui riprese sono cominciate a Pittsburgh il 10 gennaio 2024.
La colonna sonora è stata composta da Andrew Lockington e pubblicata dalla Lakeshore Records.

## Distribuzione
La prima stagione è stata presentata in anteprima il 14 novembre 2021 su Paramount+. I primi due episodi sono stati trasmessi il 21 e 28 novembre 2021 su Paramount Network, dove la serie doveva essere trasmessa inizialmente. La seconda stagione è stata presentata in anteprima il 15 gennaio 2023 su Paramount +.
In Italia la prima stagione ha debuttato su Paramount+ il 15 settembre 2022, giorno in cui il servizio streaming è diventato disponibile nel paese. La seconda stagione è stata distribuita dal 16 marzo al 18 maggio 2023.

## Accoglienza
L'aggregatore di recensioni Rotten Tomatoes ha riportato un punteggio di approvazione del 54%, sulla base di 8 recensioni. Metacritic ha dato alla serie un punteggio medio ponderato di 55 su 100 sulla base di 19 recensioni, indicando "recensioni miste o nella norma".